# Francisco Mangabeira (poeta)
Francisco Cavalcanti Mangabeira (Salvador, 8 de fevereiro de 1879 - 27 de janeiro de 1904) foi um médico e poeta brasileiro. Ele nasceu em uma ilustre família baiana, sendo irmão dos políticos João Mangabeira e Octavio Mangabeira, e tio do político Francisco Mangabeira e tio avô do político Roberto Mangabeira Unger.

## Biografia
Francisco Mangabeira nasceu em Salvador, em 8 de fevereiro de 1879, sendo filho legítimo do farmacêutico Francisco Cavalcante Mangabeira e de Augusta Mangabeira. Nascido de uma ilustre família baiana, irmão do político João Mangabeira e do político e acadêmico Octavio Mangabeira, que foi inclusive governador do estado.
Como poeta, Francisco Mangabeira estreou com o livro de poemas simbolistas Hostiário (Salvador, 1898), ao qual se seguiram Tragédia Épica (Salvador, 1900), Visões de Santa Teresa, em Prosa, (Porto, Portugal, 1896), e, já em edições póstumas, Últimas Poesias (Salvador, 1906) e Poesias (Rio de Janeiro, 1928), reunindo seus três livros do gênero.
Realizados os estudos no curso preparatório do Instituto Oficial do Ensino Secundário, com raro brilhantismo, ingressou em 1894, com quinze anos de idade, na Faculdade de Medicina e de Pharmacia da Bahia.
Quando cursava o terceiro ano do curso médico, ocorreu a Guerra de Canudos, tendo se apresentado como voluntário em 27 de julho de 1897, com apenas com 18 anos, para servir no Corpo Médico do exército nas fileiras da Quarta Expedição militar contra Canudos. Trabalhou com grande patriotismo e dedicação, permanecendo no campo de batalha até o final da contenda.
Terminada a refrega, regressou aos bancos acadêmicos em Salvador, diplomando-se em medicina em 18 de dezembro de 1900 com a tese "Impedimentos de Casamentos Relativos ao Parentesco".
Três meses depois de formado seguiu para o Maranhão, para trabalhar como médico na Companhia Maranhense, daí seguindo para o Amazonas em missão oficial. Transferiu-se para Manaus, de onde foi prestar serviços médicos no Rio Negro, Javari, Madeira e Purus.
Depois de ter estado em férias na Bahia, de 24 de outubro de 1902 até 2 de abril de 1903. Em nova jornada idealista, engajou-se em ações patrióticas, servindo gratuitamente, como médico do 40º Batalhão de Infantaria, no Acre, sob o comando de Plácido de Castro, campanha que teve o objetivo de incorporar aquele território ao Brasil. 
Nessa jornada de sacrifícios, que o seu gênio patriótico e aventuroso lhe impôs nas regiões inóspitas do Acre, conquistaram-lhe os aplausos dos chefes da expedição, manifestados em honrosos ofícios e ordens do dia, publicados pela imprensa. Além dos seus excepcionais compromissos como médico gratuito das tropas brasileiras, Francisco Mangabeira travou relações intimas com os chefes revolucionários, merecendo, desta forma, a confiança de ocupar o cargo de secretario da revolução acreana.
É dessa época o Hino Acreano, o seu poema mais conhecido, além das Cartas do Amazonas que escrevia como correspondente para o Diário de Notícias de Salvador.
Após contrair malária, de tão gravemente enfermo é levado para Manaus em busca de tratamento. Ao sentir a extrema gravidade de seu estado, resolve retornar para a Bahia, com o diagnóstico de "polinevrite palustre". Faleceu a bordo do vapor São Salvador, na rota situada entre Belém e São Luís., sendo sepultado na capital maranhense. 

## O hino do Acre
A letra do Hino Acreano foi escrita pelo Dr. Francisco Mangabeira em 05 de outubro de 1903, no acampamento do exército de Plácido de Castro no seringal Capatará, situado acima do igarapé Distração, na cidade de Rio Branco, onde prestava seus serviços médicos.
A música é do maestro amazonense Mozart Donizeti, que viveu nas cidades de Tarauacá e Cruzeiro do Sul.

## O legado literário
Ao desaparecer, com apenas 24 anos de idade, longe dos centros literários, Mangabeira foi imediata e injustamente esquecido. Sua obra não teve voga suficiente para afirmar seu nome de forma mais ampla. De fato, ele não poderia tornar-se um simbolista de referência, porque, embora essencialmente lírico, era de certa forma um poeta híbrido. Convertido aos protocolos correntes do Simbolismo de então, era ainda assente aos fortes resquícios românticos, tão caros aos poetas baianos surgidos após Castro Alves, a grande referência dos novos.
O poeta teve, no entanto, uma boa acolhida por parte de críticos importantes. Brito Broca registra-o como um dos poetas simbolistas da revista baiana Nova Cruzada, ao lado de Pedro Kilkerry e Carlos Chiachio, este último figura de proa do modernismo baiano e mentor da revista Arco & Flexa (1928/29).
De acordo com Raimundo de Menezes, “sua poesia revela nitidamente influência simbolista”, mais precisamente em Hostiário. Já em Tragédia épica o acento íntimo é romântico, no tom de um romantismo às vezes devoto e, sobretudo, social, ao estilo castroalvino, quando se lança a descrever e a lamentar os sofrimentos dantescos dos soldados e dos canudenses, em versos retóricos e altissonantes.
Seu poema Tragédia Épica, sobre a Guerra de Canudos, revela a influência do satanismo de Charles Baudelaire, antecipando a poesia de Augusto dos Anjos e do Surrealismo.

## Obras
Francisco Mangabeira é autor das seguintes obras:
- Hostiário (1898)[10]
- Tragédia Épica (1900)[11][12]
- Últimas Poesias (1906)[13][14]
- As Visões de Santa Teresa (1906)